# Михайловский, Андрей Павлович
Андре́й Па́влович Михайло́вский (31 июля 1905, Санкт-Петербург — 1979) — советский сценарист и редактор, актёр.

## Биография
В 1919 году окончил гимназию в Смоленске. Участник гражданской войны в России.
В 1923 году окончил Военно-окружную школу Западного округа.
В 1927 году окончил институт экранного искусства в Ленинграде, после чего пришёл в кино в качестве актёра, снялся у Александра Довженко в фильме «Арсенал» в роли националиста.
Вскоре увлёкся сценарным делом, но работал в основном с соавторами.
В годы Великой Отечественной войны стал начальником сценарного отдела Центральной Объединённой киностудии художественных фильмов (ЦОКС), куда вошли эвакуированные киностудии.
После войны работал в системе Госкино. В 1945—1947 — редактор на Ленинградской студии хроники.
В 1948—1949 годы возглавлял сценарный отдел Ташкентской студии.
Впоследствии — автор и постановщик телефильма «По ту сторону» и других фильмов.
Член Союза писателей СССР.

## Фильмография
актёр
- 1927 — Арсенал — националист

сценарист
- 1928 — Прыжок
- 1931 — Златые горы
- 1931 — Зыбун
- 1931 — Их пути разошлись
- 1931 — Старый завод (документальный)
- 1931 — На штурм Севера (документальный)
- 1932 — Парень с берегов Миссури
- 1933 — Солдатский сын (в титрах не указан)
- 1941 — Морской ястреб (в соавт.)